# Еммануель Ере де Корні
Еммануель Ере де Корні (фр. Léopold Emmanuel Héré de Corny; 12 жовтня 1705, Нансі — 2 лютого 1763, Люневіль) — французький архітектор, який працював в XVIII столітті при дворі герцога Лотарингії Станіслава Лещинського.

## Біографія
Еммануель Ере де Корні народився 12 жовтня 1705 року в Нансі, Лотаринзьке герцогство (на той момент у складі Священної Римської імперії). Перші кроки в архітектурі Еммануель зробив завдяки своєму батькові, службовцю при дворі герцога Леопольда I, який допоміг синові потрапити в помічники Жермені Бофрану (фр. Germain Boffrand), архітектора герцога Леопольда.
У 1737 році, після того як герцогом Лотарингії став екс-король Польщі Станіслав Лещинський, під час будівництва шато в Люневіль (фр. Château de Lunéville), Станіслав помітив Ері де Корні і в 1738 році (або в 1740) призначив його головним архітектором герцогства. Ері де Корні був архітектором каплиці церкви кармелітів Сен-Жак (фр. Église Saint-Jacques de Lunéville) в ансамблі Люневільського палацу, а також провів ряд коригувань на вимогу Станіслава (вважається, що в особі Ері Лещинський, покровитель людей науки, літератури і мистецтва, знайшов прекрасного виконавця своїх архітектурних задумів).
Найвідомішим проектом Ері є проєктування та будівництво Королівській площі в Нансі, робота над яким проходила з 1751 по 1755 роки. За своїми ескізами, планами і кресленнями Еммануель Ері підготував збори гравюр, яке було видано в Парижі в 1753 році. Альбом «Plans et Elevations de la Place Royale de Nancy et des autres Edifices qui 1'environnent batie par les Ordres du Roy de Pologne» складається з двох частин з додатком (перша частина повністю присвячена Королівській площі) і в нього входять 63 гравюру Ері.
Ері де Корні помер 2 лютого 1763 року в Люневілі. Деякі споруди, зокрема оздоблювальні роботи, завершує архітектор Рішар Мік.